# Hogyankell.hu
A Hogyankell.hu egy magyar tulajdonban lévő, magyar nyelvű közösség által szerkesztett wiki tudástár, mely a „Hogyan kell” típusú kérdésekre ad választ.

## Története
A Hogyankell.hu 2011. augusztus 30-án indult el, azzal a céllal, hogy 22 témakörben hasznos tanácsokat adjon az élet legkülönbözőbb területére. Az oldal működését a MediaWiki motor biztosítja, ennek megfelelően működése is a közösségi szerkesztésen alapul. Bárki írhat a „Hogyan kell” típusú kérdésre választ adó cikket, ha betartja a szerkesztési irányelveket.
Az új kezdeményezés 2011 decemberében Az Év Honlapja pályázaton, a Közösségi oldalak kategóriájában minőségi díjat szerzett.
A Hogyankell.hu ezen kívül megjelenési lehetőséget biztosít a minőségi cikkek íróinak, melynek keretében a szakértő szerkesztők külön oldalon mutatkozhatnak be.

## Működése
Az oldal koncepciója és működése alapvetően a közösség által szerkesztett enciklopédiákhoz hasonlít, így nem csak a meglévő cikkek olvasására nyílik lehetősége az érdeklődőknek, hanem azok szerkesztésére, bővítésére, esetlegesen újabb problémák felvetésére és teljesen új témakörök kidolgozására is. A szerkesztést és cikkfeltöltést jelentősen megkönnyíti a Wikipédia alatt is futó MediaWiki rendszer. Az oldalak felépítése azonos, ez biztosítja, hogy minden téma az olvasó számára könnyen feldolgozható struktúrában kerüljön bemutatásra. Az egyes témaköröket lépések formájában fejtik ki a szerkesztők, a könnyebb áttekinthetőség érdekében pedig külön rovatban olvashatók a probléma megoldásához szükséges eszközök, a kapcsolódó tippek és figyelmeztetések. Az oldal lehetővé teszi YouTube videók beillesztését is.  A Hogyankell.hu kezdeményezéshez mintaként a 2005-ben indult Wikihow.com szolgált, mely ma már több mint száznegyvenezer cikket közöl.